# Фірдгюм
Фірдгюм (нід. Firdgum) — село в нідерландській провінції Фрисландія, на узбережжі Ватового моря. Входить до муніципалітету Вадхуке.
Його площа становить 2,45км², а населення станом на 2021 рік складало 70 осіб.
Перші згадки про населений пункт датуються початком 9-го сторіччя.

## Галерея

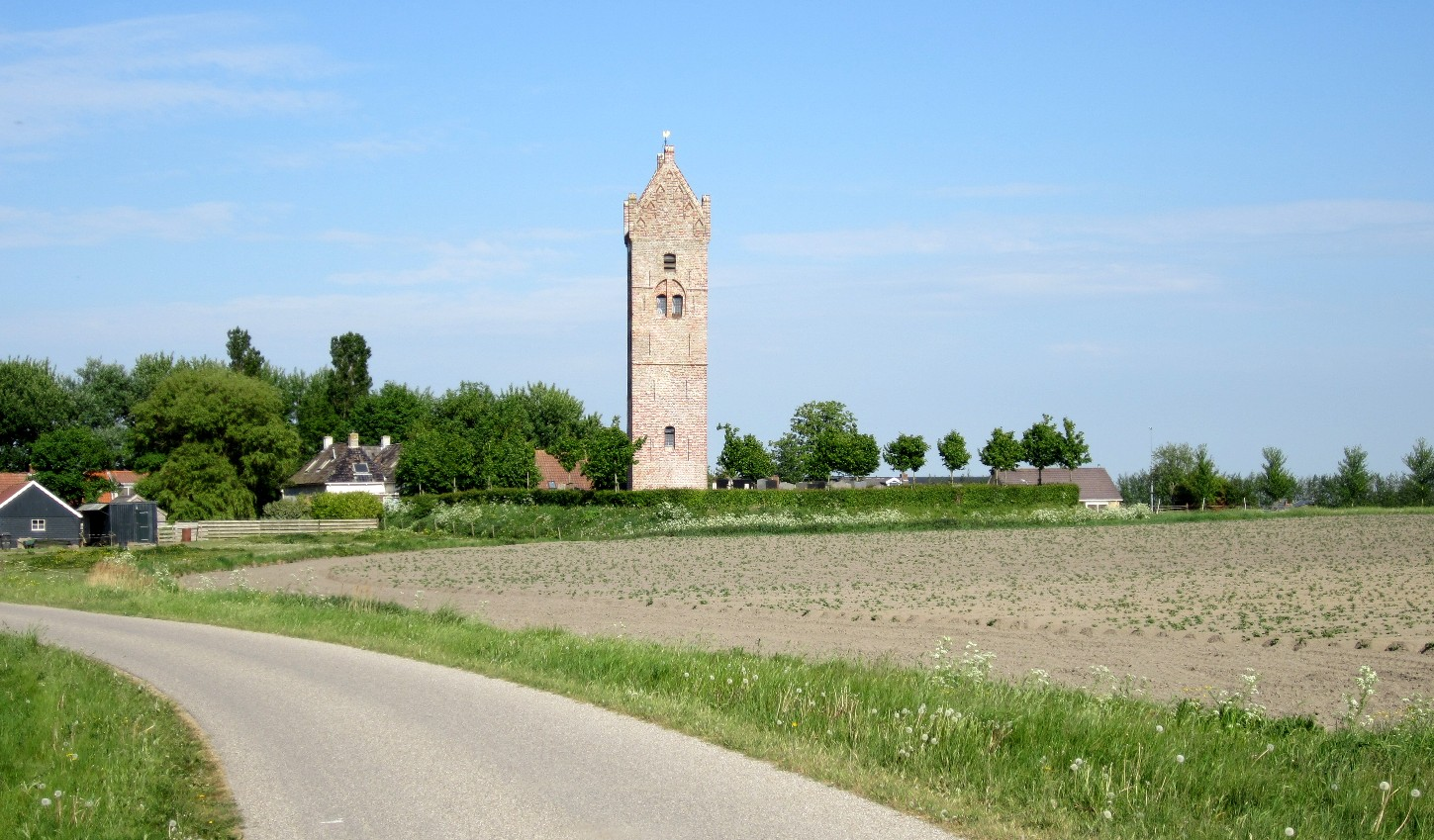
Вид на село
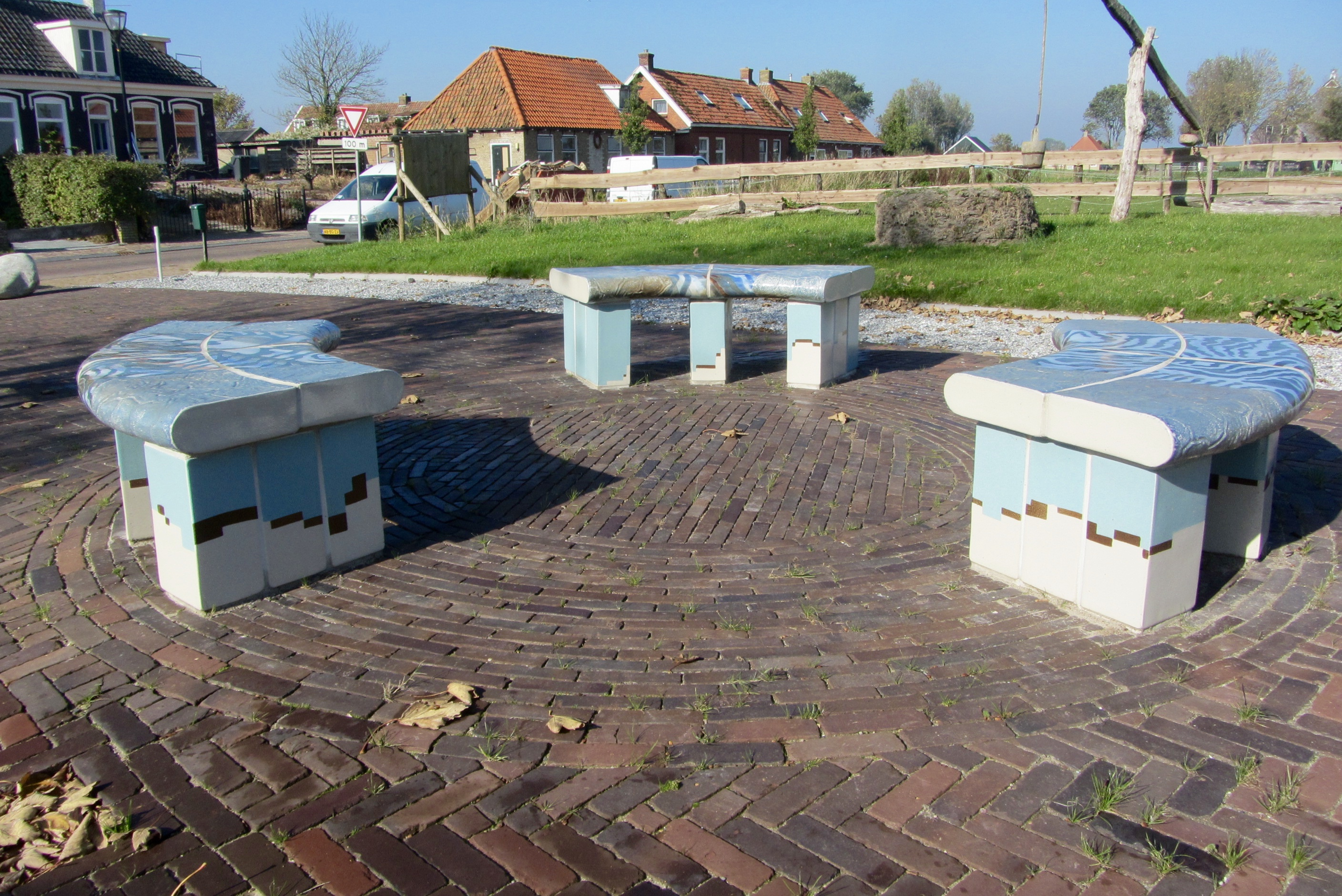
Сільська площа
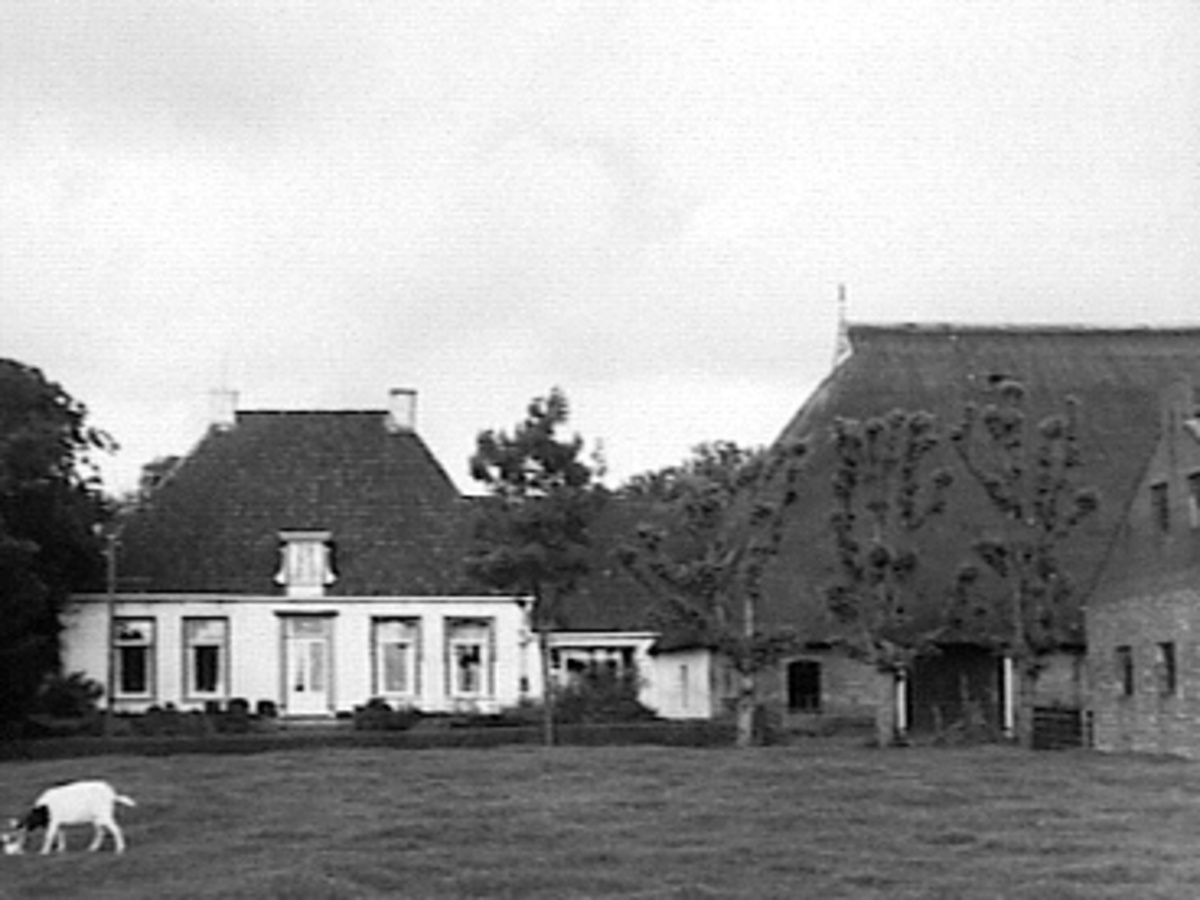
Ферма у Фірдгюмі